# En ganske almindelig familie
En ganske almindelig familie (originaltitel: Ordinary People) er en amerikansk film fra 1980. Den er et drama, som fortæller historien om forfaldet i en overklassefamilie efter en ulykke, hvor familiens ældste søn dør i en sejleulykke. Filmen er baseret på en roman af Judith Guest og er instrueret af skuespiller og instruktør Robert Redford.
Filmen fik gode anmeldelser og blev en kommerciel succes, og vandt blandt andet en Oscar og en Golden Globe for bedste film (1981) og en række andre priser.

## Handling
Calvin og Beth Jarrett oplever en tragedie da deres to sønner, Buck og Conrad, er involveret i en sejleulykke. På sejlturen bliver det uvejr og Buck falder over bord. Conrad forsøger forgæves at rede sin storebror fra at drukne. Efterfølgende føler Conrad sig tynget af skyldfølelse og forsøger at begå selvmord.
Da filmen begynder er Conrad netop blevet udskrevet fra et psykiatrisk hospital, og føler sig fremmedgjort fra sine venner og sin familie. Faderen Calvin kæmper for at genskabe tilliden til sin traumatiserede søn, men uden den store støtte fra moderen Beth. Hun virker følelseskold og egoistisk og forsøger i stedet at opretholde den pæne facade udadtil. Det virker som om hun har begravet den kærlighed hun tidligere havde til hendes ældste søn.
Efter at en ven begår selvmord er Conrad igen i fare for at bukke under for sin depression. Han føler at han bærer ansvaret for at få familien til at fungere, og vælger at begynde hos psykiateren Tyrone C. Berger, som hjælper Conrad med at bearbejde hans skyldfølelse og vrede.

## Medvirkende
- Donald Sutherland: Calvin Jarrett
- Mary Tyler Moore: Beth Jarrett
- Timothy Hutton: Conrad Jarrett
- Judd Hirsch: Dr. Tyrone C. Berger
- Elizabeth McGovern: Jeannine Pratt
- M. Emmet Walsh: Coach Salan
- Dinah Manoff: Karen

## Produktion

### Lokaliteter
Filmen er optaget i området omkring Lake Forrest, Highland Park og Lake Bluff i Illinois.

## Priser og nomineringer
Oscars (Academy Awards)
- Bedste film (Academy Award for Best Picture)
- Bedste instruktør (Academy Award for Directing) – Robert Redford
- Bedste mandlige birolle (Academy Award for Best Supporting Actor) – Timothy Hutton
- Bedste originale manuskript (Academy Award for Writing Adapted Screenplay) – Alvin Sargent

Golden Globe-priser
- Bedste film - drama (Golden Globe Award for Best Motion Picture – Drama)
- Bedste instruktør (Golden Globe Award for Best Director – Motion Picture) – Robert Redford
- Bedste skuespillerinde - drama (Golden Globe Award for Best Actress – Motion Picture Drama) – Mary Tyler Moore
- Bedste mandlige birolle (Golden Globe Award for Best Supporting Actor – Motion Picture) – Timothy Hutton
- Bedste nye skuespillertalent (Golden Globe Award for New Star of the Year in a Motion Picture – Male) – Timothy Hutton

### Nomineringer
Academy Awards (Oscars)
- Bedste kvindelige hovedrolle (Academy Award for Best Actress) – Mary Tyler Moore
- Bedste mandlige birolle (Academy Award for Best Supporting Actor) – Judd Hirsch

Golden Globe-priser
- Bedste skuespiller (Golden Globe Award for Best Actor – Motion Picture Drama) – Donald Sutherland
- Bedste mandlige birolle (Golden Globe Award for Best Supporting Actor – Motion Picture) – Judd Hirsch
- Bedste manuskript Golden Globe Award for Best Screenplay – Motion Picture) – Alvin Sargent